# Rock Mills (Alabama)
 Rock Mills, Alabama és una concentració de població designada pel cens dels Estats Units a l'estat d'Alabama. Segons el cens del 2000 tenia 676 habitants.

## Demografia
Segons el cens del 2000, Rock Mills tenia 676 habitants, 282 habitatges, i 192 famílies La densitat de població era de 41,2 habitants/km².
Dels 282 habitatges en un 29,8% hi vivien nens de menys de 18 anys, en un 53,9% hi vivien parelles casades, en un 10,6% dones solteres, i en un 31,9% no eren unitats familiars. En el 27,7% dels habitatges hi vivien persones soles el 14,2% de les quals corresponia a persones de 65 anys o més que vivien soles. El nombre mitjà de persones vivint en cada habitatge era de 2,4 i el nombre mitjà de persones que vivien en cada família era de 2,93.
Per edats la població es repartia de la següent manera: un 24,7% tenia menys de 18 anys, un 8,6% entre 18 i 24, un 28,1% entre 25 i 44, un 23,4% de 45 a 60 i un 15,2% 65 anys o més.
L'edat mediana era de 38 anys. Per cada 100 dones hi havia 87,8 homes. Per cada 100 dones de 18 o més anys hi havia 89,2 homes.
La renda mediana per habitatge era de 40.714 $ i la renda mediana per família de 48.393 $. Els homes tenien una renda mediana de 31.944 $ mentre que les dones 20.117 $. La renda per capita de la població era de 13.093 $. Aproximadament el 12,3% de les famílies i el 16,2% de la població estaven per davall del llindar de pobresa.

## Poblacions properes
El següent diagrama mostra les poblacions més properes.